# Мехтільда Австрійська
Мехтільда Австрійська (2 січня 1891 — 2 липня 1966) — ерцгерцогиня Австрійська, принцеса Угорщини, Чехії та Богемії, кузина короля Іспанії Альфонсо XIII. Дочка Карла Стефана, ерцгерцога Австрійського та Марії Терези Австрійської. У шлюбі княгиня Чарторійська.

## Життєпис
Мехтільда народилась 2 січня 1891 року в сім'ї австрійського ерцгерцога з Тешенської лінії Габсбургів Карла Стефана та його дружини Марії Терези, ерцгерцогині Австрійської. Загалом у сім'ї було шестеро дітей: Рената, Елеонора, Карл Альбрехт, Карл Лео та Вільгельм. Батько Мехтільди був братом іспанської королеви Марії Крістіни. Таким чином, вона була кузиною короля Альфонсо XIII. Мати була онукою короля Обох Сицилій Фердинанда II. 
Ерцгерцогиня здобула домашню освіту. Батьки приділяли велику увагу вивченню іноземних мов. У результаті Мехтільда вивчила німецьку, італійську, французьку та англійську мови, а після шлюбу — польську. Більшу частину часу вона проводила на острові Істрія, де служив її батько. Сім'я була дуже багата і володіла маєтком на Адріатичному морі та палацом у Відні. У 1895 році її батько успадкував величезні землі в Галичині від свого родича ерцгерцога Альбрехта, герцога Тешенського. З 1907 року сім'я проживала у своїй резиденції у замку Живець у Західній Галичині.
Ерцгерцог Карл Стефан залишив службу на флоті і центром його амбіцій було створення польської гілки династії Габсбургів. Старшу сестру Мехтильди Ренату батько видав за дуже заможного польського князя Ієроніма Радзівіла у 1909 році. Після цього він почав шукати відповідну польську партію і для молодшої дочки Мехтільди. Обранцем ерцгерцогині став князь Ольгерд Чарторийський, представник найзнаменитішого польського роду. Весілля відбулося 11 січня 1913 року у замку Живець. 
Після шлюбу Мехтільда втратила свій титул ерцгерцогині Австрійської, принцеси Угорщини, Чехії та Богемії, так як її чоловік, як і чоловік сестри Ренати, не належав до осіб королівської крові. У сім'ї народилося четверо дітей. Під час Другої світової війни подружжя втекло до Південної Америки, де проживало в Петрополісі разом з членами імператорського дому Бразилії. Князь Ольгерд був послом Мальтійського ордена у Бразилії та Парагваї багато років. Мехтільда залишалася у Бразилії до кінця життя. 
Померла 2 липня 1966 року в Ріо-де-Жанейро. Її чоловік помер 11 років по тому. Нині нащадки Мехтільди та Ольгерда проживають у Європі та Бразилії.

## Генеалогія
| Карл Тешенський | Карл Тешенський | Карл Тешенський | Карл Тешенський | Карл Тешенський             | Карл Тешенський             |                             |                             | Генрієтта Нассау-Вайльбурзька | Генрієтта Нассау-Вайльбурзька | Генрієтта Нассау-Вайльбурзька | Генрієтта Нассау-Вайльбурзька | Генрієтта Нассау-Вайльбурзька | Генрієтта Нассау-Вайльбурзька |                          |                          | Йозеф Австрійський       | Йозеф Австрійський       | Йозеф Австрійський | Йозеф Австрійський | Йозеф Австрійський              | Йозеф Австрійський              |                                 |                                 | Марія Доротея Вюртемберзька     | Марія Доротея Вюртемберзька     | Марія Доротея Вюртемберзька | Марія Доротея Вюртемберзька | Марія Доротея Вюртемберзька | Марія Доротея Вюртемберзька |  |  | Леопольд II | Леопольд II | Леопольд II | Леопольд II | Леопольд II                 | Леопольд II                 |                             |                             | Марія Антонія Бурбон-Сицилійська | Марія Антонія Бурбон-Сицилійська | Марія Антонія Бурбон-Сицилійська | Марія Антонія Бурбон-Сицилійська | Марія Антонія Бурбон-Сицилійська | Марія Антонія Бурбон-Сицилійська |                           |                           | Фердинанд II              | Фердинанд II              | Фердинанд II | Фердинанд II | Фердинанд II                        | Фердинанд II                        |                                     |                                     | Марія Тереза Австрійська            | Марія Тереза Австрійська            | Марія Тереза Австрійська | Марія Тереза Австрійська | Марія Тереза Австрійська | Марія Тереза Австрійська |  |  |
| Карл Тешенський | Карл Тешенський | Карл Тешенський | Карл Тешенський | Карл Тешенський             | Карл Тешенський             |                             |                             | Генрієтта Нассау-Вайльбурзька | Генрієтта Нассау-Вайльбурзька | Генрієтта Нассау-Вайльбурзька | Генрієтта Нассау-Вайльбурзька | Генрієтта Нассау-Вайльбурзька | Генрієтта Нассау-Вайльбурзька |                          |                          | Йозеф Австрійський       | Йозеф Австрійський       | Йозеф Австрійський | Йозеф Австрійський | Йозеф Австрійський              | Йозеф Австрійський              |                                 |                                 | Марія Доротея Вюртемберзька     | Марія Доротея Вюртемберзька     | Марія Доротея Вюртемберзька | Марія Доротея Вюртемберзька | Марія Доротея Вюртемберзька | Марія Доротея Вюртемберзька |  |  | Леопольд II | Леопольд II | Леопольд II | Леопольд II | Леопольд II                 | Леопольд II                 |                             |                             | Марія Антонія Бурбон-Сицилійська | Марія Антонія Бурбон-Сицилійська | Марія Антонія Бурбон-Сицилійська | Марія Антонія Бурбон-Сицилійська | Марія Антонія Бурбон-Сицилійська | Марія Антонія Бурбон-Сицилійська |                           |                           | Фердинанд II              | Фердинанд II              | Фердинанд II | Фердинанд II | Фердинанд II                        | Фердинанд II                        |                                     |                                     | Марія Тереза Австрійська            | Марія Тереза Австрійська            | Марія Тереза Австрійська | Марія Тереза Австрійська | Марія Тереза Австрійська | Марія Тереза Австрійська |  |  |
|                 |                 |                 |                 |                             |                             |                             |                             |                               |                               |                               |                               |                               |                               |                          |                          |                          |                          |                    |                    |                                 |                                 |                                 |                                 |                                 |                                 |                             |                             |                             |                             |  |  |             |             |             |             |                             |                             |                             |                             |                                  |                                  |                                  |                                  |                                  |                                  |                           |                           |                           |                           |              |              |                                     |                                     |                                     |                                     |                                     |                                     |                          |                          |                          |                          |  |  |
|                 |                 |                 |                 | Карл Фердинанд Австрійський | Карл Фердинанд Австрійський | Карл Фердинанд Австрійський | Карл Фердинанд Австрійський | Карл Фердинанд Австрійський   | Карл Фердинанд Австрійський   |                               |                               |                               |                               |                          |                          |                          |                          |                    |                    | Єлизавета Франциска Австрійська | Єлизавета Франциска Австрійська | Єлизавета Франциска Австрійська | Єлизавета Франциска Австрійська | Єлизавета Франциска Австрійська | Єлизавета Франциска Австрійська |                             |                             |                             |                             |  |  |             |             |             |             | Карл Сальватор Австрійський | Карл Сальватор Австрійський | Карл Сальватор Австрійський | Карл Сальватор Австрійський | Карл Сальватор Австрійський      | Карл Сальватор Австрійський      |                                  |                                  |                                  |                                  |                           |                           |                           |                           |              |              | Марія Іммакулата Бурбон-Сицилійська | Марія Іммакулата Бурбон-Сицилійська | Марія Іммакулата Бурбон-Сицилійська | Марія Іммакулата Бурбон-Сицилійська | Марія Іммакулата Бурбон-Сицилійська | Марія Іммакулата Бурбон-Сицилійська |                          |                          |                          |                          |  |  |
|                 |                 |                 |                 | Карл Фердинанд Австрійський | Карл Фердинанд Австрійський | Карл Фердинанд Австрійський | Карл Фердинанд Австрійський | Карл Фердинанд Австрійський   | Карл Фердинанд Австрійський   |                               |                               |                               |                               |                          |                          |                          |                          |                    |                    | Єлизавета Франциска Австрійська | Єлизавета Франциска Австрійська | Єлизавета Франциска Австрійська | Єлизавета Франциска Австрійська | Єлизавета Франциска Австрійська | Єлизавета Франциска Австрійська |                             |                             |                             |                             |  |  |             |             |             |             | Карл Сальватор Австрійський | Карл Сальватор Австрійський | Карл Сальватор Австрійський | Карл Сальватор Австрійський | Карл Сальватор Австрійський      | Карл Сальватор Австрійський      |                                  |                                  |                                  |                                  |                           |                           |                           |                           |              |              | Марія Іммакулата Бурбон-Сицилійська | Марія Іммакулата Бурбон-Сицилійська | Марія Іммакулата Бурбон-Сицилійська | Марія Іммакулата Бурбон-Сицилійська | Марія Іммакулата Бурбон-Сицилійська | Марія Іммакулата Бурбон-Сицилійська |                          |                          |                          |                          |  |  |
|                 |                 |                 |                 |                             |                             |                             |                             |                               |                               |                               |                               |                               |                               |                          |                          |                          |                          |                    |                    |                                 |                                 |                                 |                                 |                                 |                                 |                             |                             |                             |                             |  |  |             |             |             |             |                             |                             |                             |                             |                                  |                                  |                                  |                                  |                                  |                                  |                           |                           |                           |                           |              |              |                                     |                                     |                                     |                                     |                                     |                                     |                          |                          |                          |                          |  |  |
|                 |                 |                 |                 |                             |                             |                             |                             |                               |                               |                               |                               | Карл Стефан Австрійський      | Карл Стефан Австрійський      | Карл Стефан Австрійський | Карл Стефан Австрійський | Карл Стефан Австрійський | Карл Стефан Австрійський |                    |                    |                                 |                                 |                                 |                                 |                                 |                                 |                             |                             |                             |                             |  |  |             |             |             |             |                             |                             |                             |                             |                                  |                                  |                                  |                                  | Марія Терезія Австрійська        | Марія Терезія Австрійська        | Марія Терезія Австрійська | Марія Терезія Австрійська | Марія Терезія Австрійська | Марія Терезія Австрійська |              |              |                                     |                                     |                                     |                                     |                                     |                                     |                          |                          |                          |                          |  |  |
|                 |                 |                 |                 |                             |                             |                             |                             |                               |                               |                               |                               | Карл Стефан Австрійський      | Карл Стефан Австрійський      | Карл Стефан Австрійський | Карл Стефан Австрійський | Карл Стефан Австрійський | Карл Стефан Австрійський |                    |                    |                                 |                                 |                                 |                                 |                                 |                                 |                             |                             |                             |                             |  |  |             |             |             |             |                             |                             |                             |                             |                                  |                                  |                                  |                                  | Марія Терезія Австрійська        | Марія Терезія Австрійська        | Марія Терезія Австрійська | Марія Терезія Австрійська | Марія Терезія Австрійська | Марія Терезія Австрійська |              |              |                                     |                                     |                                     |                                     |                                     |                                     |                          |                          |                          |                          |  |  |
|                 |                 |                 |                 |                             |                             |                             |                             |                               |                               |                               |                               |                               |                               |                          |                          |                          |                          |                    |                    |                                 |                                 |                                 |                                 |                                 |                                 |                             |                             |                             |                             |  |  |             |             |             |             |                             |                             |                             |                             |                                  |                                  |                                  |                                  |                                  |                                  |                           |                           |                           |                           |              |              |                                     |                                     |                                     |                                     |                                     |                                     |                          |                          |                          |                          |  |  |
|                 |                 |                 |                 |                             |                             |                             |                             |                               |                               |                               |                               |                               |                               |                          |                          |                          |                          |                    |                    |                                 |                                 |                                 |                                 |                                 |                                 |                             |                             | Мехтільда                   |                             |  |  |             |             |             |             |                             |                             |                             |                             |                                  |                                  |                                  |                                  |                                  |                                  |                           |                           |                           |                           |              |              |                                     |                                     |                                     |                                     |                                     |                                     |                          |                          |                          |                          |  |  |